# رأس جوبي

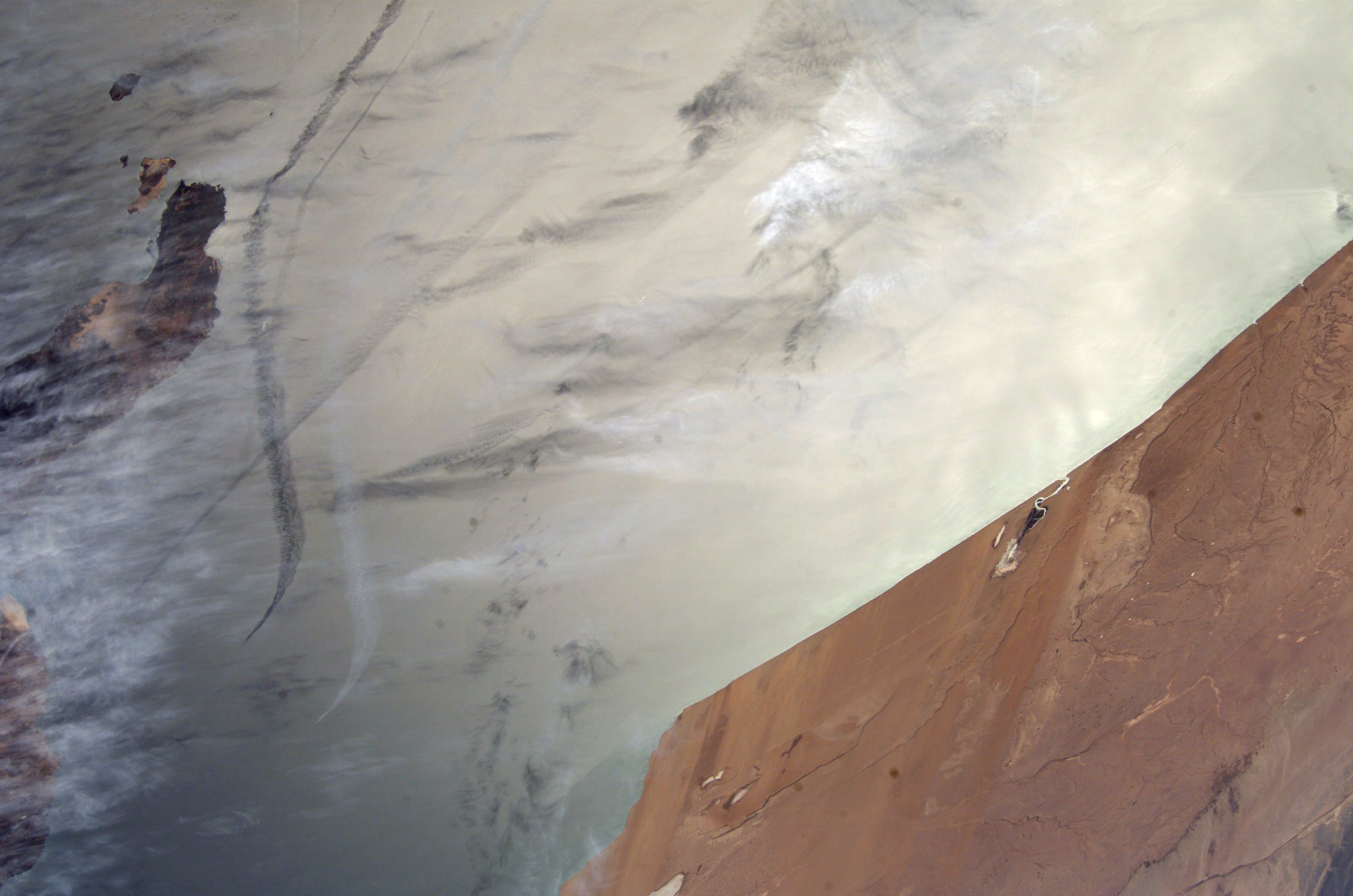
رأس جوبي من الفضاء، مركز لندون بي جونسون للفضاء.

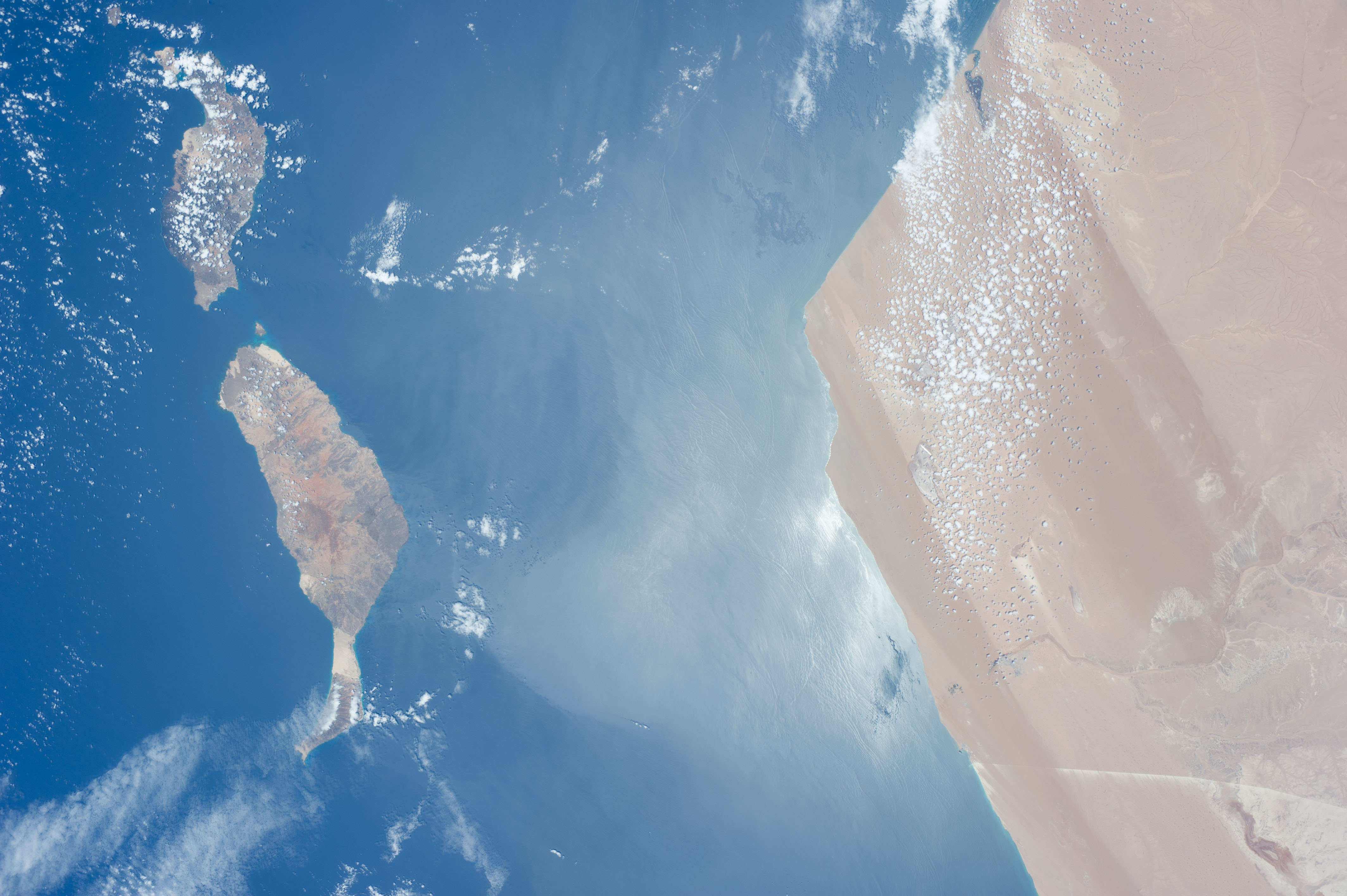
رأس جوبي وجزر الكناري.

رأس جُوبِي أو كَاب جُوبِي هو رأس يَقَعُ في الشَّمالِ الغَربيِّ من ساحل المحيط الأطلسي من أفريقيا، جنوب المغرب، قبَالة جزر الكناري.
رأس جوبي هو المنطقة المعروفة باسمِ مدينةُ طرفاية الَّتي تَقَعُ على السَّاحِلِ الجَنُوبِ الغَربِيِّ للمغرب، على ساحلِ المُحِيطِ الأَطلَسِيِّ شَمَالِ مَدينة العيون بِحوالي 100 كِيلومتر، كَانَ تحتَ الحُكمِ الإنجليزي مَا بينَ 1875-1895، والحُكمِ الإسباني فِي النِّصفِ الأَوَّلِ مِنَ القَرنِ العَشرِين فِي الفَترَةِ من 1916 إلى 1958.